# 三化湯
三化湯出處眾多，但獲得較多認可的解釋為：三化湯出自《素問病機氣宜保命集·中風論第十》，為金元醫家劉完素所創，方由大黃、枳實、厚朴、羌活組成，是調氣開通玄府法治療中風病之名方，具有宣行氣血、通腑開結、調暢氣機、開通玄府的，根據臨床使用發現三化湯用於治療急性中風病效果明顯。

## 历史记载

### 《素问病机气宜保命集》卷中
组成
厚朴 、大黄、 枳实、 羌活 各等分
用法
上药锉，如麻豆大。每服9克，用水600毫升，煎至300毫升，分二次服之，不拘时候。以微利为度。
主治
中风入脏，邪气内实，热势极盛，二便不通；及阳明发狂谵语；中风内有便溺之阻隔者；中风九窍俱闭，唇缓舌强；大肠燥闭，不见虚症者。
禁忌
非内实者勿服

### 明·方贤著《奇效良方》
组成
厚朴（姜制.二钱） 羌活（二钱） 枳实（一钱半） 大黄（四钱）
主治
治中风外有六经之形证，先以加减续命汤，随证治之，内有便溺之阻隔，复以此导之。
用法
上作一服，水二钟，生姜三片，煎至一钟，不拘时服。 

## 特点

### 汤药理
三化汤由厚朴、大黄、枳实、羌活等4 味药组成。大黄：泻火通便，荡涤肠胃，枳实：破气消积，可化痰除痞（痞，痛也，是胸腹间气机阻塞不舒的一种症状）。大黄与枳实合用，是除热消结的良方。厚朴：常用于行气消满，可助大黄和枳实推荡积滞。此三药则为小承气汤。小承气汤的主要功效为降阳明上逆之气机。加一味羌活，羌活本为祛风药。与小承气汤相配, 可使清升浊降, 气血调和。　

### 三化汤与小承气汤
三化汤表面上看系由小承气汤加羌活组成, 但这两种方子中积实、厚朴、大黄的用量比例却不相同: 小承气汤中大黄四两、厚朴二两、积实三枚； 三化汤中三味药物用量相等。显然,与小承气汤相比厚朴、积实的用量比例增加了, 由此决定了二方治疗侧重点的不同, 前者更善荡除胃中积热, 以攻下通腑为主, 后者长于破气导滞, 重在调理气机。。